# Президентские выборы в Колумбии (2006)
Президентские выборы в Колумбии 2006 года прошли в один тур — 28 мая.
В первом туре действующий президент смог преодолеть необходимый рубеж в 50 % + 1 голос, набрав 62,35 % голосов, таким образов сохранив за собой президентское кресло. С 7 августа 2006 года пошёл его второй срок в должности президента Колумбии.
Эти выборы стали первыми, из-за поправки в Конституции Колумбии, за более чем 100 лет, в которых действующий президент Колумбии выдвигался в кандидаты на должность следующего президента.